# Simon II van Montfort
Simon II van Montfort (gestorven 1101) was een zoon van Simon I van Montfort en van Agnes van Évreux. Hij volgde in 1089 zijn overleden halfbroer Amaury II op als heer van Montfort. In 1098 diende Simon een bezetting af te slaan van Willem II van Engeland. Hij overleed in 1101 zonder nakomelingen.